# 福島県立梁川高等学校
福島県立梁川高等学校（ふくしまけんりつ やながわこうとうがっこう）は、福島県伊達市にあった県立高等学校。

## 概要
- 学校の敷地は梁川城趾の、南二の丸跡にあった。南二の丸は江戸時代に大学館とも呼ばれたが、その由来は定かでない。梁川城は中世に伊達氏が本拠地とした城で、梁川は城下町である。

## 設置学科
- 全日制課程　
  - 普通科

## 沿革
- 1919年（大正8年） - 梁川町立実科高等女学校として創立。
- 1949年（昭和24年） - 学制改革に伴い、全日制普通科男女共学校の福島県立梁川高等学校となる。
- 2023年（令和5年） - 3月20日の終業式の後に閉校式を行い、保原高校と統合し、閉校[1]。福島県立伊達高等学校となった。旧梁川高等学校の在校生が全て卒業する令和6年度(令和7年3月)までは「伊達高等学校梁川校舎」として校舎が使用される。

## 進路概況
- 専門学校を主体とした進学者が3割、就職者が7割の比率であった。

## 部活動
運動部は、　野球部、弓道部、陸上競技部、バレーボール部、ソフトテニス部、バスケットボール部　があり、
文化部は、　華道部、茶道部、美術部、書道部、吹奏楽部 があった。
同好会は、　マンガ研究同好会、バドミントン同好会、柔道同好会　卓球同好会、サッカー同好会　で計16あった。

## 交通
- 阿武隈急行線やながわ希望の森公園前駅より徒歩約10分。